# Воля-Тачовська
Воля-Тачовська (пол. Wola Taczowska) — село в Польщі, у гміні Закшев Радомського повіту Мазовецького воєводства.
Населення — 170 осіб (2011).
У 1975-1998 роках село належало до Радомського воєводства.

## Демографія
Демографічна структура станом на 31 березня 2011 року:
|          | Загалом | Допрацездатний вік | Працездатний вік | Постпрацездатний вік |
| -------- | ------- | ------------------ | ---------------- | -------------------- |
| Чоловіки | 81      | 28                 | 50               | 3                    |
| Жінки    | 89      | 26                 | 46               | 17                   |
| Разом    | 170     | 54                 | 96               | 20                   |